# مالكوم ميتكالف
مالكوم ميتكالف (بالإنجليزية: Malcolm Metcalf)‏ هو منافس ألعاب قوى أمريكي، ولد في 16 أكتوبر 1910، وتوفي في 1993.

## وصلات خارجية
- مالكوم ميتكالف على موقع أوليمبيديا (الإنجليزية)